# Castello di Castelbuono
Il castello dei Ventimiglia sorge a Castelbuono, nella città metropolitana di Palermo.

## Storia
In seguito al restauro del 1997 sono emerse le strutture di un edificio precedente al castello dei Ventimiglia, voluto nel 1317 dal conte Francesco I Ventimiglia. L'edificio attuale è il risultato di numerosi rifacimenti, che rendono difficile la ricostruzione del suo originario aspetto. A semplice pianta quadrangolare, mostra all'esterno un misto di stili che in quel periodo influenzavano tutta l'architettura siciliana. Il volume a cubo con le torri angolari quadrate riecheggiano quello normanno; la torre rotonda si rifà invece alle costruzioni militari sveve. Nel terremoto degli inizi del XIX secolo scomparvero i merli, della forma ghibellina, a coda di rondine, ed inoltre mura di cinta, torri ed archi, oggi andati in rovina. Alcune strutture difensive del XIII secolo e alcuni ambienti del XIV secolo sono invece rimasti intatti.
Nel 1920 il castello, che intanto era venuto in possesso del barone Fraccia, passò al comune di Castelbuono. Adesso è sede del Museo civico.
L’Amministrazione del Comune di Castelbuono, nell’ambito del Progetto “Green Communities”  nell'ambito del programma “Energie rinnovabili e risparmio energetico 2007-2013”, nel 2016 vi ha realizzato un impianto geotermico a bassa entalpia.

## Interni
All'interno le ricche sale hanno i soffitti a cassettoni scolpiti e decorati, e finestre e portali di stile gotico (soffitto ligneo quattrocentesco della “Sala Magna” decorato e poggiante su mensole scolpite). Al XV secolo risalgono inoltre le prime ristrutturazioni, in conseguenza del trasferimento al castello della reliquia di Sant'Anna, poi proclamata patrona della città.
La primitiva cappella di Corte fu più tardi trasformata in magazzino e quindi in teatro.

## Cappella Palatina

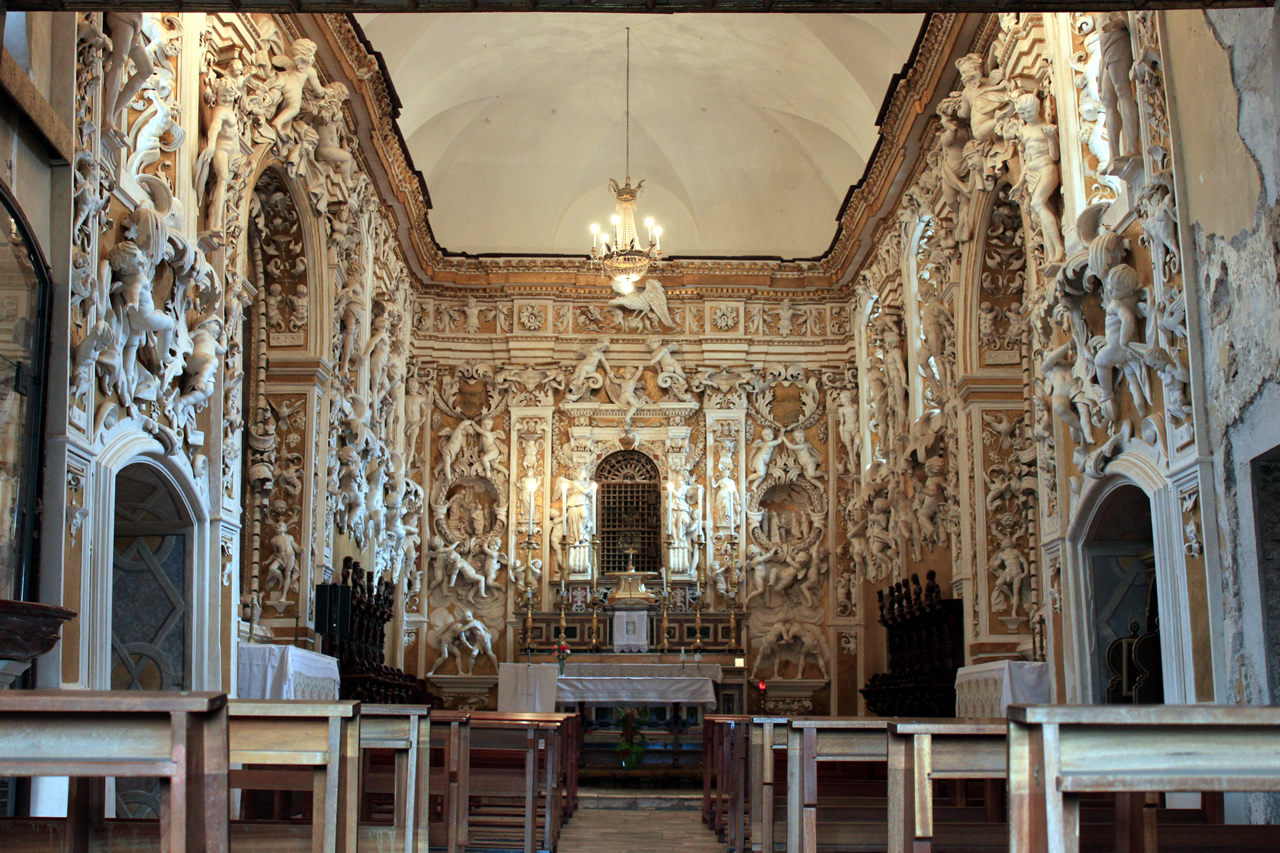
La Cappella Palatina del castello

Nell'attuale Cappella Palatina si conserva l'urna del 1521 della reliquia, a forma di busto e ornata di rilievi, con scene della vita di sant'Anna e san Gioacchino e la nascita di Maria. Nei due altari laterali si osservano due tele, una "Discesa di Cristo", copia di un'opera del Rubens, e l'"Estasi di San Liborio", opera del pittore castelbuonese Mariano Galbo (XIX secolo).
L'interno è interamente rivestito di stucchi, opera dei fratelli Giuseppe e Giacomo Serpotta  ordinati da Francesco Rodrigo Ventimiglia. Vi sono raffigurate figure umane virili, putti, angeli, elementi floreali sacri e mitologici, con una varietà di stile che va dal quello più arcaico pesante di Giuseppe, a quello più agile e realistico di Giacomo. L'apparato figurativo si compone di quattro allegorie che ben si adattano alla Santa: la Presentazione di Maria al Tempio; sposalizio di Giuseppe con Maria; allegoria del Paganesimo e del Cristianesimo. Negli stalli del coro sono presenti i mezzibusti dei Signori Ventimiglia e i personaggi dell'Antico Testamento.